# From the Earth to the Moon (televisieserie)
From the earth to the moon is een mini-televisieserie waarin de geschiedenis wordt verteld van de Apollo-ruimtevluchten die Amerika rond de jaren 70 ondernam.
De miniserie geeft een beeld over de Apollo vluchten, telkens vanuit een ander oogpunt. Iedere aflevering begint met een korte uitleg van acteur/regisseur Tom Hanks. De reeks bestaat uit twaalf delen en is gedeeltelijk van dezelfde makers als de film Apollo 13.

## Afleveringen
| Aflevering Nummer | Uitzenddatum VS | Titel aflevering          | Beschrijving |
| ----------------- | --------------- | ------------------------- | --- |
| 1                 | 5 april 1998    | Can We Do This            | Op 12 april 1961 lukt het Rusland als eerste een mens in een baan om de aarde te brengen. Het Amerikaanse Space Program staat versteld...                                                                       |
| 2                 | 5 april 1998    | Apollo 1                  | 27 januari 1967. Tijdens de voorbereiding voor hun vlucht met Apollo 1 ondergaan astronauten Gus Grissom, Ed White en Roger Chaffee een routinetest die desastreus afloopt.                                     |
| 3                 | 12 april 1998   | We Have Cleared the Tower | De Apollo 7 wordt gelanceerd. Als de countdown nadert, is elke veiligheidsmaatregel gecheckt en gedubbelcheckt en lijkt iedereen klaar te zijn voor datgene waar men zo lang naartoe heeft gewerkt.             |
| 4                 | 12 april 1998   | 1968                      | Frank Borman, Jim Lovell en William Anders prepareren zich voor op hun vlucht met Apollo 8, de eerste bemande reis naar de Maan.                                                                                |
| 5                 | 19 april 1998   | Spider                    | Voordat Amerika daadwerkelijk voet aan de grond kan krijgen op de Maan, moet men een maanmodule ontwerpen. |
| 6                 | 19 april 1998   | Mare Tranquilitatis       | Op 20 juli 1969 betreedt Neil Armstrong het Maanoppervlak en spreekt de beroemdste zin ooit uit: One small step for man, one giant leap for mankind.                                                            |
| 7                 | 26 april 1998   | That's All There Is       | Al Bean, Pete Conrad en Dick Gordon. Hun ervaringen op de allesbehalve soepel verlopende vlucht met de Apollo 12 zijn even verrassend en sensationeel als de mannen zelf.                                       |
| 8                 | 26 april 1998   | We Interrupt This Program | Op 13 april 1970 verkeerde de vlucht van de Apollo 13 in zulke grote problemen dat er serieus gevreesd diende te worden voor het leven van de astronauten.                                                      |
| 9                 | 3 mei 1998      | For Miles and Miles       | Aan de grond gehouden vanaf 1963 vanwege oorproblemen, wordt na een succesvolle operatieve ingreep, het commando over Apollo 14 aan Alan Shepard gegeven. Zijn geduld en vastberadenheid worden beloond.        |
| 10                | 3 mei 1998      | Galileo Was Right         | De Apollo 15. Er wordt naarstig naar een docent gezocht die de capaciteiten bezit de astronauten geologische kennis bij te kunnen brengen om onderzoek te kunnen doen naar het ontstaan van het universum.      |
| 11                | 10 mei 1998     | The Original Wives Club   | Het verhaal van de echtgenotes van de astronauten. Op de gezichten van deze vrouwen kon de wereld de emoties aflezen die er speelden gedurende de missies. De spanningen, de angsten, de vreugde en de wanhoop. |
| 12                | 10 mei 1998     | Le Voyage dans la Lune    | Apollo 17 zou de laatste der Apollomissies worden en Gene Cernan en Harrison "Jack" Schmitt de laatste astronauten die een voet op de Maan zouden zetten voor dit Apollo project.                               |